# 圣泉街道
圣泉街道是中华人民共和国重庆市江津区下辖的一个街道办事处。位于江津区北部，北邻双福街道，南与几江街道隔江相望，西靠德感街道，东邻九龙坡区西彭镇。

## 行政区划
圣泉街道下辖以下村级行政区划单位：
圣泉社区、中渡社区、长岭社区、土堡社区、享堂社区、浒溪社区、双龙社区、海恵社区、大官桥社区、三河村、陡石村。